# Kleine wahre Lügen
Kleine wahre Lügen (Originaltitel: Les Petits Mouchoirs) ist eine französische Tragikomödie aus dem Jahr 2010. Der Ensemblefilm mit François Cluzet, Marion Cotillard und Benoît Magimel in den Hauptrollen ist die dritte Langfilm-Regiearbeit des Schauspielers Guillaume Canet und handelt von einer Gruppe Pariser Freunde, die nach dem lebensbedrohlichen Verkehrsunfall ihres Freundes Ludo wie in jedem Jahr die Ferien gemeinsam in Cap Ferret verbringt – und sich plötzlich mit allerlei Problemen konfrontiert sieht.
Der Spielfilm wurde zwischen August und Oktober 2009 unter anderem in Paris und Lège-Cap-Ferret an der Atlantikküste gedreht. In Frankreich avancierte er mit mehr als 5,3 Millionen Zuschauern zur erfolgreichsten inländischen Produktion des Jahres 2010. Kritikern missfiel vor allem die Länge des Films, jedoch lobten sie einvernehmlich die darstellerische Leistung sowie die Inszenierung. Die beiden Schauspieler Valérie Bonneton und Gilles Lellouche erhielten für ihre Darstellungen in Kleine wahre Lügen im Jahr 2011 César-Nominierungen.

## Handlung
Wie in jedem Jahr lädt der wohlhabende und großzügige Pariser Hotelbesitzer Max Cantara seine Freunde mitsamt Familie nach Südfrankreich ein, um die Ferien gemeinsam in seinem Domizil am Cap Ferret zu verbringen. Der alljährliche Urlaub wird diesmal jedoch von dem Motorradunfall des gemeinsamen Freundes Ludo überschattet, der nun schwerverletzt im Krankenhaus liegt. Nach einem Besuch am Krankenbett beschließt die Gruppe schließlich, die Ferien aufgrund Ludos schlechtem Zustand von den ursprünglichen vier angedachten Wochen auf 14 Tage zu verkürzen.
Am Reiseziel angelangt, treten jedoch lang unterdrückte Konflikte ans Tageslicht. Dem ewig gestressten Max gelingt es nicht, mit dem Liebesgeständnis seines Freundes Vincent umzugehen, und er bringt damit zusehends Spannung in die Gruppe – ganz zum Leidwesen seiner Frau Véro, die das merkwürdige Verhalten ihres Mannes mit Trotz kommentiert. Der Chiropraktiker und nicht minder verwirrte Familienvater Vincent versucht derweil den Schein zu wahren, während seine frustrierte Frau Isabelle ersatzweise Geschlechtsverkehr in Computer-Rollenspielen praktiziert. Nachwuchsschauspieler Eric sieht sich hingegen mit der Trennung von seiner Freundin Lea konfrontiert; diese will seine Seitensprünge nicht mehr tolerieren und wehrt jegliche Rückgewinnungsversuche ab. Ludos ehemalige Freundin, die lebenshungrige, aber melancholische Entwicklungshelferin Marie, welche von einer Affäre in die nächste stolpert, sinniert wiederum über ihre eigene Beziehungsunfähigkeit. Und der von seiner Ex-Freundin Juliette besessene Antoine nervt die Gruppe mit seiner Unselbstständigkeit, seine Bemühungen führen letztlich doch noch zum Erfolg.
Nach einem gemeinsamen Videoabend eskaliert schließlich die Situation, als Max vor versammelter Runde unbedacht eine Anspielung auf Vincents Homosexualität macht. Dieser schlägt Max daraufhin zu Boden und reist mit seiner Familie kurzerhand ab. Einen Tag später findet sich die verbliebene Truppe bei ihrem Bekannten, dem Fischer Jean-Louis ein, der die Gruppe für ihr unehrliches Verhalten untereinander kritisiert (die Aussage, die auch bereits im Filmtitel transportiert wird). Außerdem offenbart er nach einem Telefongespräch mit Vincent, dass Ludo vor einigen Stunden im Krankenhaus verstorben sei. Die Clique findet sich daraufhin wenig später in Paris ein, wo sie während der Beerdigung Abschied von Ludo nimmt und Max und Vincent sich miteinander versöhnen.

## Kritik
„Strand, Rotwein und Liebeswirren – Regisseur Guillaume Canets Publikumserfolg über Freundschaft, Liebe und kleine Heimlichkeiten ist trotz einer stolzen, etwas zu lang geratenen Laufzeit von 154 Minuten ein recht kurzweiliges, bittersüßes Vergnügen. Mit seinem hervorragend aufgelegten Ensemble empfiehlt sich die Tragikomödie ‚Kleine wahre Lügen‘, damit trotz kleiner Schwächen, als Sommerfilm par excellence.“

„Manchmal bedarf es eines Schocks, um die eigene Maske fallen oder zumindest bröckeln zu lassen. In dem witzigen, charmanten und zugleich todtraurigen Film ‚Kleine, wahre Lügen‘ ist es der Unfall Ludos, der das Leben einer ganzen Clique verändert […] Das alles klingt nach vielen Klischees und noch mehr Kitsch, ist aber dank der vielen großartigen Schauspieler, einer nur allzu menschlichen Geschichte und viel charmanten Witzes wunderschön anzusehen. Fünf Millionen Zuschauer in Frankreich dürften dafür ein Beleg sein.“

„Dass man des Zuschauens trotz der inhaltlichen Makel nicht müde wird, liegt an Canets meist sicherem Gefühl für Timing, für authentische Dialoge mit hohem Wiedererkennungswert und emotionalem Taktgefühl. Sein Hauptaugenmerk gilt dem Herzschmerz der Männer, doch aufkommende Wehleidigkeit wird rechtzeitig mit einem Perspektiven- und Panoramawechsel auf Strand, Meer und sorglosem Verlustieren unterbunden. Mit anderen Worten: Es ist immer was los. Lebhaft wechselt der vielstimmige Freundeschor zwischen Dur und Moll, mit Schlenkern zu boulevardeskem Slapstick.“

## Auszeichnungen

### Nominierungen
- César 2011
  - Beste Nebendarstellerin: Valérie Bonneton
  - Bester Nebendarsteller: Gilles Lellouche
- Europäischer Filmpreis 2011
  - Vorauswahl Spielfilm